# محمد شهاب الدين
محمد شهاب الدين (بالبنغالية: মোহাম্মদ সাহাবুদ্দিন) هو رجل قانون وموظف مدني وسياسي بنغلاديشي، وهو الرئيس السادس عشر الحالي لبنغلاديش. انتُخِب دون معارضة في الانتخابات الرئاسية لعام 2023 بترشيح من رابطة عوامي الحاكمة. وشغل منصب قاضي منطقة وجلسات ومفوض لجنة مكافحة الفساد من عام 2011 إلى عام 2016 قبل رئاسته.

## النشأة والتعليم
وُلِد شهاب الدين في 10 ديسمبر 1949 في منطقة جوبيلي تانك في شيفرامبور في مقاطعة سادار أوبازيلا في مقاطعة بابنا في شرق البنغال سابقًا، دومينيون باكستان (بنجلاديش الحالية)، كان والديه شرف الدين أنصاري وخيرونيسا.
التحق شهاب الدين بمدرسة بورباتان غاندي في بابنا ثم التحق بأكاديمية رادهاناجار ماجومدار في الصف الرابع حيث اجتاز امتحان الشهادة الثانوية في عام 1966. ثم اجتاز شهادة الثانوية العامة والبكالوريوس من كلية إدوارد الحكومية في بابنا في عامي 1968 و1972 على التوالي. ثم حصل على درجة الماجستير في علم النفس من جامعة راجشاهي في عام 1974، ثم بكالوريوس الحقوق من كلية شاهيد أمين الدين للقانون في عام 1975.

## حياة مهنية
كان شهاب الدين زعيمًا طلابيًا في رابطة عوامي خلال أواخر الستينيات وأوائل السبعينيات. وكان الأمين العام لوحدة كلية بابنا إدوارد التابعة لرابطة تشاترا ورئيس رابطة تشاترا في منطقة بابنا ورابطة جوبو. وكان منسق منطقة بابنا في Shadhin Bangla Chatro Shongram Parishad. شارك في حرب التحرير كمقاتل من أجل الحرية. وكان السكرتير المشترك لرابطة بنغلاديش كريشاك سراميك عوامي (BAKSAL) في الوحدة المحلية وأمين الدعاية لوحدة منطقة رابطة عوامي. سُجن بعد اغتيال الشيخ مجيب الرحمن في عام 1975 لمدة ثلاث سنوات.
في عام 1982، انضم شهاب الدين إلى هيئة القضاء في الخدمة المدنية في بنغلاديش (BCS)، بصفته منصفًا تمت ترقيته أخيرًا إلى منصب قاضي المقاطعات والجلسات، وهو أعلى منصب في الخدمة القضائية في بنغلاديش. تم انتخابه ليشغل منصب الأمين العام لجمعية الخدمة القضائية في عامي 1995 و1996.
عُيَّن شهاب الدين من قبل وزارة القانون والعدل والشؤون البرلمانية للعمل مُنسِّقًا في محاكمة قتلة الشيخ مجيب الرحمن، وعمل مفوضًا للانتخابات في المجلس الوطني لرابطة عوامي البنجلاديشية لعام 
في فبراير 2023، استقال شهاب الدين من مجلس إدارة بنك إسلامي بنجلاديش المحدود بعد انتخابه رئيسًا لبنجلاديش، وهو المنصب الذي شغله منذ عام 2017.

## الحياة الشخصية
منذ نوفمبر 1972، تزوج شهاب الدين من ريبيكا سلطانة، السكرتيرة المشتركة السابقة لحكومة بنغلاديش. وهي تعمل حاليًا عضوًا لهيئة تدريس في جامعة برايم آسيا ورئيسة مؤسسة لمنظمة أصدقاء الأطفال، ولديهما ابن، أرشد عدنان، الذي أنتج العديد من الأفلام البنغلاديشية، بما بذلك الفيلم البنغلاديشي الأعلى ربحًا بريوتوما (2023).